# Список правителей Ванна
Короли Бро Вароха и графы Ванна — правители бретонского королевства Бро Варох (фр. Bro Waroch, брет. Bro-Ereg), существовавшего в VI веке, позже на его месте было образовано графство Ванн (фр. Comte de Vannes), просуществовавшее с 775 до 1004 года.

## Короли Бро Вароха
- 500—550: Варох I
- 550—560: Канао I, сын предыдущего
- 560—577: Макльо, епископ Ванна, брат предыдущего
- 577—577: Якоб, сын предыдущего
- 577—594: Варох II, брат предыдущего
- 594—???: Канао II, сын предыдущего

## Графы Ванна
Гвидониды
- 799—813: Фродоальд (ум. ок. 813), граф Ванна
- 813—819/831: Ги II (ум. 834), граф Ванна, племянник предыдущего

Бретонский дом
- 819/831—851: Номиноэ (ум. 852), граф Ванна, герцог Бретани с 841

Нантский дом
- 851—877: Паскветен (ум. 877), граф Ванна с 851, граф Нанта с 870
- 877—907: Ален I Великий (ум. 907), граф Ванна и Нанта с 877, король Бретани с 888, брат предыдущего
- 907—913: Рудал (ум. ок. 913), граф Ванна, сын предыдущего
- 937—952: Ален II Кривобородый (ок. 910—952), граф Нанта, Ванна и герцог Бретани с 937, внук Алена I
- 952—958: Дрого (ум. 958), граф Нанта, Ванна и герцог Бретани с 952, сын предыдущего
- 958—981: Хоэль I (ум. 981), граф Нанта, Ванна и герцог Бретани с 958, незаконный сын Алена II
- 981—988: Гюереш (ум. 988), граф Нанта, Ванна и герцог Бретани с 981, незаконный сын Алена II
- 988—990: Ален III (ум. 990), граф Нанта, Ванна, титулярный герцог Бретани с 988, сын предыдущего
- 990—992: Хоэль II (ум. 992), граф Ванна с 990, незаконный сын Хоэля I
- 992—1004: Юдикаэль (ум. 1004), граф Ванна с 992, граф Нанта с 994, незаконный сын Хоэля I

В 994 году графство Ванн окончательно присоединено к графству Нант.